# Bijela (Chorwacja)
Bijela – wieś w Chorwacji, w żupanii bielowarsko-bilogorskiej, w gminie Sirač. W 2021 roku liczyła 27 mieszkańców.